# Scutiger wuguanfui
Espèce
Scutiger wuguanfui est une espèce d'amphibiens de la famille des Megophryidae.

## Répartition
Cette espèce est endémique du xian de Mêdog au Tibet en République populaire de Chine.

## Étymologie
Cette espèce est nommée en l'honneur de Guan-fu Wu.

## Publication originale
- Jiang, Rao, Yuan, Wang, Li, Hou, Che & Che, 2012 : A new species Scutiger (Anura: Megophryidae) from southeastern Tibet, China. Zootaxa, no 3388, p. 29-40.